# Open Design Alliance
Open Design Alliance (ODA) (до 2003 року — OpenDWG Alliance) — некомерційне об'єднання (консорціум) компаній-виробників програмного забезпечення (об'єднує більш ніж 1200 членів у 50 країнах світу). Open Design Alliance був створений з метою розробки програмних бібліотек, що дозволяють читати і записувати файли формату DWG. ODA пропонує інструменти взаємодії для файлів .dwg, .dxf, .dgn, Autodesk® Revit®, Autodesk Navisworks® і .ifc і технологічний стек для візуалізації, веброзробки, публікації 3D PDF, моделювання і багато чого іншого. Фінансування розробки програмних бібліотек проводиться на членські внески учасників консорціуму.

## Програмні бібліотеки, що розробляються ODA

### CAD
- Drawings SDK дозволяє отримати всю інформацію з файлів .dwg і .dgn за допомогою об'єктно-орієнтованого API, створити файл, редагувати будь-які об'єкти і взаємодіяти з багатьма іншими типами файлів.

(Даний продукт раніше мав такі назви: Teigha Drawings, Teigha for .dwg files та Teigha for .dgn files; OpenDWG DWGdirect; DGNdirect.)
Drawings SDK також забезпечує обмін наступними форматами файлів між .dwg та .dgn:
| Формат           | Експорт | Імпорт                   |
| ---------------- | ------- | ------------------------ |
| .dgn             | Ні      | Так (импорт .dgn в .dwg) |
| .dwf             | Так     | Ні                       |
| .pdf             | Так     | Ні                       |
| .dae (Collada)   | Так     | Так                      |
| .svg             | Так     | Ні                       |
| Растрові формати | Так     | Ні                       |
| .stl             | Так     | Ні                       |
| .hsf             | Так     | Ні                       |
| Three.js         | Так     | Ні                       |

- Architecture SDK являє собою набір інструментів для розробки програм для архітектурного проектування на основі .dwg. Він забезпечує сумісність з файлами Autodesk Architecture (стара назва: Teigha Architecture).
- Civil SDK являє собою інструментарій розробки для роботи з файлами Autodesk Civil 3D®. Civil API забезпечує доступ для читання / запису даних в кастомних об'екстах civil (стара назва: Teigha Civil).
- Map SDK являє собою набір інструментів розробки для роботи з файлами Autodesk Map 3D.

### BIM
- BimRv SDK це інструментарій розробки для читання, запису і створення файлів .rvt і .rfa.
- IFC SDK це інструментарій для розробки, що забезпечує 100% сумісність зі стандартом buildingSMART® IFC. Він пропонує модуль побудови геометрії для створення геометрії IFC, який включає в себе моделювання фасетів ODA і B-Rep.
- BimNv SDK являє собою інструментарій розробки для читання, візуалізації і створення файлів Autodesk Navisworks®.
- Scan-To-BIM SDK  це інструментарій для розробки для конвертації пойнт клауд моделей у 3D BIM моделі.

### Mechanical
- Mechanical SDK являє собою набір інструментів розробки для роботи з файлами Autodesk Mechanical.
- STEP SDK являє собою набір інструментів розробки для роботи з STEP файлами.
- MCAD SDK - платформа для обміну такими 3D MCAD файлами як Inventor, IGES, Rhino, CATIA V4, CADDS, 3Shape DCM, CATIA V5, PLMXML, Parasolid, SolidWorks, Creo, STEP, SolidEdge, ProE, UG NX, CGR, CATIA V6, JT, Procera.

### ODA Core Platform Technologies
ODA Technology Stack включає три продукти: Visualize SDK, Web SDK, and Publish SDK.
- Visualize SDK графічний інструментарій, призначений для розробки інженерних програм.
- Web SDK використовує Visualize SDK для вбудовування інженерних моделей в вебсторінки і створення вебдодатків / додатків SaaS.
- Publish SDK є інструментарієм для розробки моделей 2D і 3D .pdf і  .prc. Всі PDF-файли сумісні зі стандартами ISO і інструментами Adobe®. Publish SDK дозволяє створювати 3D PDF-документи на основі PRC, які містять повні моделі B-Rep і можуть включати анімацію, інтерактивні види, списки деталей і т. д.

## Історія Open Design Alliance

### Попередники
Через певні недоліки, властиві формату DXF, наприкінці 1980-х виникла потреба в засобах, здатних читати і записувати файли в форматі DWG. Для задоволення цієї потреби ряд виробників, серед яких слід відзначити Cimmetry Systems, Cyco, Kamel Software, MarComp, Sirlin і Softsources, здійснили зворотну розробку формату DWG. У результаті, ці компанії випустили різні програмні утиліти, переглядачі файлів та інші застосунки.
У період з 1990 по 1997 MarComp був провідним розробником програмних утиліт, що дозволяють отримати доступ до файлів DWG. MarComp розробляв свою програмну бібліотеку, використовуючи метод чорного ящика (в ролі чорної скриньки виступав файл DWG). Програмна бібліотека, розроблена MarComp, називалася AUTODIRECT. До кінця 1997 року бібліотека AUTODIRECT підтримувала 8 версій файлів AutoCAD, починаючи від DWG 2.5 і закінчуючи DWG R14.
У січні 1998 року MarComp був поглинений компанією Visio Corporation (у даний час підрозділ корпорації Microsoft).

### Створення OpenDWG Alliance
Компанія Visio Corporation вирішила зробити формат DWG відкритим стандартом, що дозволяє обмінюватися даними між різними САПР без ризику втрати даних. З цією метою в лютому 1998 року Visio Corporation і ще кілька компаній створили консорціум OpenDWG Alliance — незалежну некомерційну організацію, метою якого було просування DWG, як відкритого, загальнодоступного стандарту для зберігання креслярських даних. Усім учасникам OpenDWG Alliance були доступні утиліти OpenDWG ToolKit і OpenDWG ViewKit, розроблені на основі бібліотек AUTODIRECT.
У 2002 році OpenDWG Alliance представив абсолютно новий набір програмних бібліотек — DWGdirect, написаний «з нуля» на об'єктно-орієнтованій мові програмування С++.
У 2003 році OpenDWG Alliance змінив назву на Open Design Alliance.
У 2008 році було розроблено програмні бібліотеки DGNDirect для підтримки формату DGN.
У квітні 2010 року Open Design Alliance, відповідно до угоди з Autodesk, змінив назви своїх продуктів: DWGdirect був перейменований в «Teigha for .dwg files», OpenDWG — в «Teigha Classic», а DGNdirect — в «Teigha for .dgn files».

### OpenDWG сьогодні
Open Design Alliance підтримує і регулярно оновлює специфікацію Teigha, відповідно до змін формату DWG. В Open Design Alliance беруть участь 32 учасники-засновники (Founding Members) і понад 600 комерційних (Commercial Members) і підтримуючих учасників (Sustaining Members) (дані на початок 2008 року).

## Участь у Open Design Alliance

### Види участі в ODA
- Корпоративе членство (Corporate Membership)

Корпоративні учасники (Corporate Members) мають необмежений доступ до всіх вихідних кодів програмних бібліотек, що розробляються Open Design Alliance і можуть впроваджувати бібліотеки Open Design Alliance в свої комерційні продукти. Необмежене комерційне використання в декількох підрозділах (affiliate, subsidiary use). Корпоративним учасникам (Corporate Members) надається розширена технічна підтримка Open Design Alliance. Крім того, корпоративні учасники можуть висувати свого представника в раду директорів організації.
Вартість корпоративної участі (Corporate Membership) - від $ 25000 за перший рік.
- Основне членство (Founding Membership)

Основні учасники (Founding Members) мають необмежений доступ до всіх вихідних кодів програмних бібліотек, що розробляються Open Design Alliance, і можуть впроваджувати бібліотеки Open Design Alliance у свої комерційні продукти. Основним учасникам (Founding Members) надається розширена технічна підтримка Open Design Alliance. Крім того, основні учасники можуть висувати свого представника в раду директорів організації.
Основна участь (Founding Membership) коштує $ 25000 за перший рік, надалі, у разі продовження співпраці як основного учасника (Founding Member), вартість участі знижується до $ 12000 за рік.
- Підтримуюче членство (Sustaining Membership)

Підтримуючі учасники (Sustaining Members) можуть упроваджувати програмні бібліотеки, що розробляються Open Design Alliance, у свої комерційні продукти і користуватися технічною підтримкою Open Design Alliance. Підтримуючим учасникам (Sustaining Members) не надається доступ до вихідного коду програмних бібліотек.
Підтримуюча участь (Sustaining Membership) коштує $ 5000 за перший рік, надалі, у разі продовження співпраці як підтримуючого учасника (Sustaining Member), вартість участі знижується до $ 3000 за рік.
- Комерційне членство (Commercial Membership)

Комерційні учасники (Commercial Members) мають право використовувати програмні бібліотеки, розроблені Open Design Alliance, для своїх внутрішніх програм, з обмеженням на їхнє поширення. Кількість програмних продуктів (розроблених за допомогою бібліотек Open Design Alliance), проданих або переданих стороннім організаціям (користувачам) не повинно перевищувати 100 одиниць.
Комерційне участь (Commercial Membership) коштує $ 2000 за перший рік, надалі, у разі продовження співпраці як комерційного учасника (Commercial Member), вартість участі знижується до $ 1500 за рік.
- Некоммерційне членство  (Non-commercial Membership)

Некомерційні учасники (Non-commercial Members) можуть використовувати бібліотеки, що розробляються Open Design Alliance, виключно для своїх внутрішніх програм. Некомерційні учасники (Non-commercial Members) не мають права поширювати бібліотеки Open Design Alliance в складі комерційної програми, або спільно з іншою комерційною програмою.
Некоммерційне членство(Non-commercial Membership) має ліміт 2 роки, коштує 250 $ за перший рік, надалі, в разі продовження співпраці в якості некомерційного учасника (Non-commercial Member), у другий рік вартість участі знижується до 100 $.
- Освітнє членство (Educational Membership)

Освітні учасники(Educational Members) можуть використовувати бібліотеки, що розробляються Open Design Alliance, виключно в освітніх цілях. Освітні учасники(Educational Members) не мають права поширювати бібліотеки Open Design Alliance в складі комерційної програми, або спільно з іншою комерційною програмою.
Освітнє членство (Educational Membership) можливо виключно для вищих освітніх закладів. Даний тип членства є безкоштовним, має ліміт 1 рік.
- Також Open Design Alliance пропонує тріальний період.

## Основні учасники (Founding Members) ODA
- Advanced Computer Solutions
- Adobe Systems
- AfterCAD (колишній Savage Software)
- Andor
- Autonomy (колишній Verity)
- Bentley Systems
- Bricsys
- Cadezy
- Carslon Software
- Comos Industry Solutions
- CSoft Development
- ESRI
- Graebert
- Graitech
- Graphisoft
- GreatStar Software Co. Ltd
- GstarCAD
- IBM Japan Applications Solutions
- IMSI Design
- Informative Graphics
- Innotec
- IntelliCAD Technology Consortium
- Intergraph Corporation
- ITI-Transcendata
- Knowledge Base
- Mentor Graphics Corporation
- Nanosoft
- Nemetschek North America
- Oracle Corporation
- Pegasus Imaging
- Robert McNeel & Associates
- Safe Software
- Siemens PLM Software
- SolidWorks Corporation
- Tekla
- Tsinghua Info Tech
- Verizon
- ZWSOFT (ZWCAD Software)

## Open Design Alliance і Autodesk
Open Design Alliance просуває формат DWG як відкритий стандарт для обміну даними між різними САПР. У той же час Autodesk не бажає відкривати специфікації формату DWG і пропонує використовувати для обміну даними формат DXF. Як альтернатива DWGDirect компанією Autodesk була розроблена програмна бібліотека RealDWG, що ліцензується для застосунків, що не конкурують з продуктами Autodesk.
У 2006 році компанія Autodesk впровадила в оновлений формат DWG 2007 технологію TrustedDWG, яка дозволяє визначити, чи створений файл формату DWG в одній з програм Autodesk (або у програмі, яка використовує RealDWG). У випадку, якщо файл DWG 2007 створений у неліцензованій програмі, AutoCAD показує повідомлення, яке попереджає користувача про можливі проблеми сумісності. Компанія мотивувала своє рішення турботою про користувачів.
Восени 2006-го року Open Design Alliance представив оновлені бібліотеки DirectDWG, які включали в себе і технологію TrustedDWG, в тому числі службове повідомлення в командному рядку: «Autodesk DWG. This file is a Trusted DWG last saved by an Autodesk application or Autodesk licensed application».
13 листопада 2006 компанія Autodesk подала судовий позов до організації Open Design Alliance. Як стверджувалося в позовній заяві, альянс порушує авторські права Autodesk, використовуючи торгову марку Autodesk і запевняючи, ніби AutoCAD 2007 і інші продукти Autodesk можуть працювати з DWG-файлами, що створюються в додатках інших розробників, так, наче вони були створені програмним забезпеченням Autodesk.
У квітні 2007 року позов був відкликаний. Сторони уклали мирову угоду. ODA виключив код TrustedDWG з бібліотек DirectDWG, а Autodesk змінив (пом'якшив) попереджувальні повідомлення в AutoCAD 2008.
На початку 2007 року Autodesk подала прохання в USPTO з приводу скасування торгової марки «OpenDWG», що належить Open Design Alliance, заявляючи, що вона була занедбана. Це прохання також було припинено у зв'язку з позовом компанії Autodesk до компанії SolidWorks через окружний суд США (US District Court).
У квітні 2010 року Autodesk і Open Design Alliance налагодили свої позови. Відповідно до угоди Open Design Alliance погодився відкликати реєстрації торговельних марок, пов'язані з DWG, і припиняє використовувати DWG і пов'язані торгові марки в рекламі і при позиціонуванні своїх продуктів.

## Open Design Alliance в Україні
У 2016 році до розробки програмного забезпечення ODA долучилася команда з 30 розробників із Чернігова, зокрема студентів Чернігівської політехніки.
4 квітня 2022 року у зв'язку з повномасштабним вторгненням РФ в Україну та обстрілами Чернігова Нілл Петерсон, президент Open Design Alliance, анонсував збір коштів для фінансової підтримки української команди розробників. У пресс-релізі також зазначалося що українським розробникам буде надано допомогу з релокацією та житлом.